# Castelo Dunans

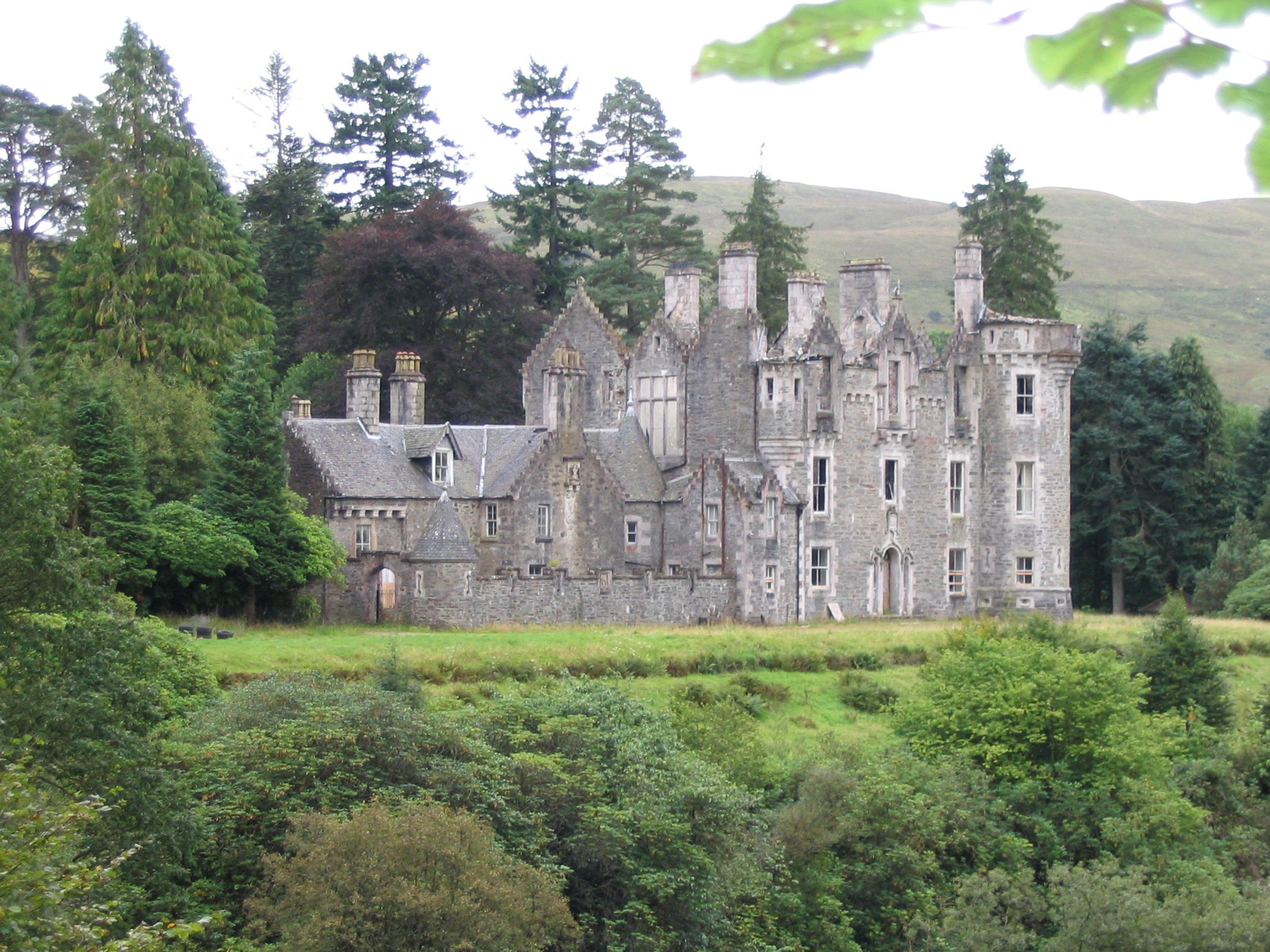
Castelo Dunans, Escócia.

O Castelo Dunans (em língua inglesa Dunans Castle) é um castelo localizado em Kilmodan, Argyll and Bute, Escócia. 
Encontra-se classificado na categoria "B" do "listed building" desde 20 de julho de 1971.